# Vụ chuyến bay "giải cứu" công dân trở về nước do đại dịch COVID-19

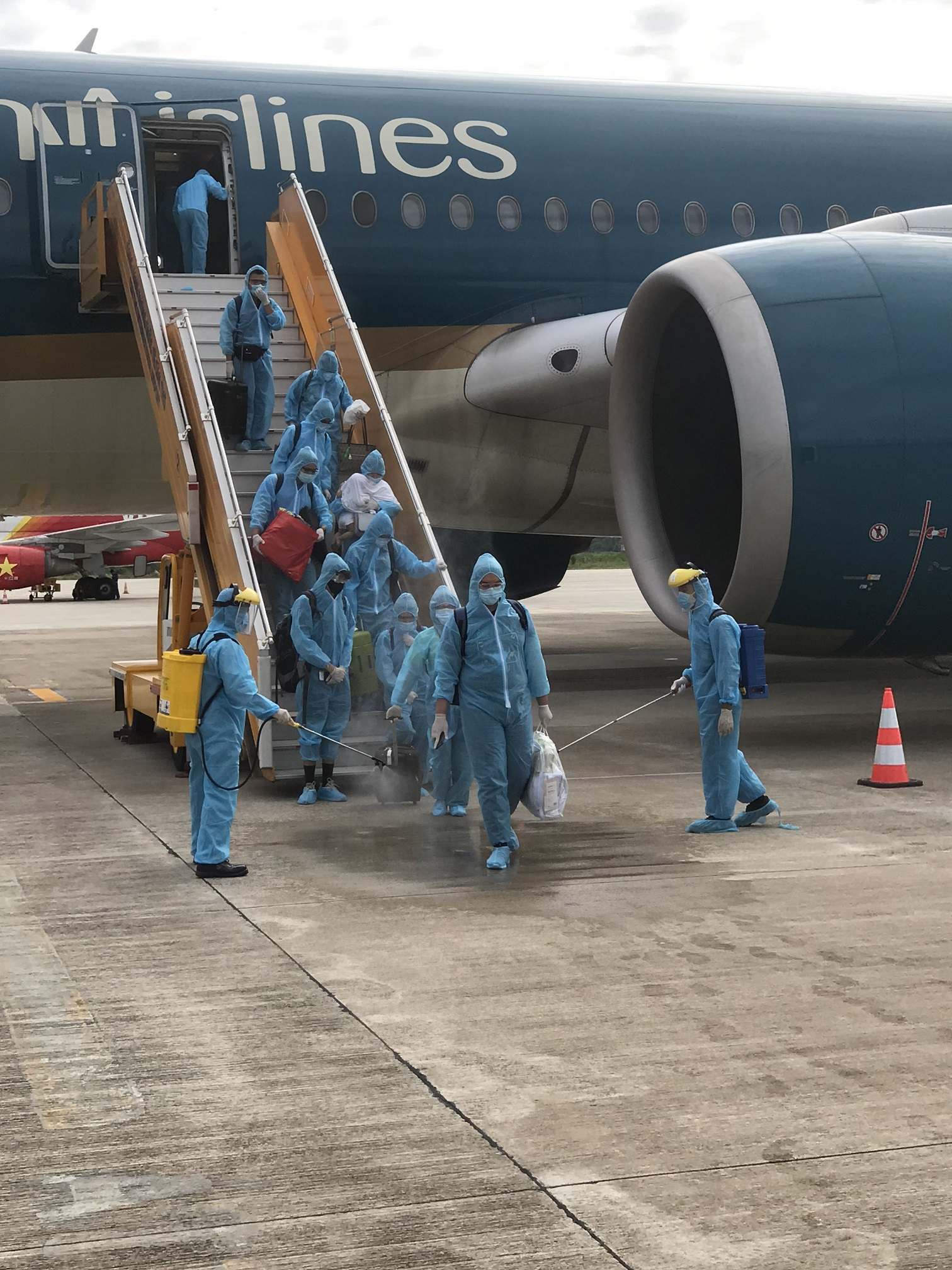
Các hành khách bước xuống một chuyến bay "giải cứu" được khai thác bởi Vietnam Airlines.

Vụ chuyến bay "giải cứu" công dân trở về nước là bê bối nhận hối lộ để xét duyệt cấp phép cho các công ty thực hiện chuyến bay đưa công dân Việt Nam từ nước ngoài về nước trong bối cảnh đại dịch COVID-19 năm 2020 và 2021, xảy ra tại các cơ quan chính phủ Việt Nam. Các đơn vị có cán bộ đang bị tạm giam và khởi tố liên quan tới bê bối này bao gồm Văn phòng Chính phủ, Thanh tra Chính phủ, Bộ Công an (Việt Nam), Bộ Ngoại giao Việt Nam, Bộ Y tế Việt Nam, Bộ Giao thông - Vận tải (Việt Nam), Uỷ ban Nhân dân Thành phố Hà Nội. Cơ quan an ninh điều tra Bộ Công an Việt Nam quyết định khởi tố vụ án hình sự "đưa hối lộ".
Từ khi đại dịch COVID-19 bùng phát, Việt Nam đã tổ chức gần khoảng 2.000 chuyến bay, đưa hơn 200.000 công dân từ hơn 60 quốc gia và vùng lãnh thổ về nước. Khi các chuyến bay được mở, nhiều người phải mua vé rất đắt và thủ tục rườm rà.
Truyền thông Việt Nam đưa tin ngày 4 tháng 4 năm 2023, Bộ Công an Việt Nam đã hoàn tất kết luận điều tra và đề nghị truy tố 54 bị can, gồm nhiều quan chức cấp cao, đã trục lợi giai đoạn có dịch COVID-19. Trong số những người liên quan có Thứ trưởng Bộ Ngoại giao Việt Nam là ông Tô Anh Dũng bị khởi tố và bắt tạm để điều tra về hành vi nhận hối lộ 21,5 tỉ đồng, Cựu Thứ trưởng Bộ Ngoại giao Vũ Hồng Nam nhận 1,8 tỷ đồng, Phó Chủ tịch Uỷ ban Nhân dân Thành phố Hà Nội Chử Xuân Dũng hơn 2 tỷ đồng. Nguyễn Quang Linh, cựu trợ lý nguyên Phó thủ tướng Thường trực Phạm Bình Minh nhận hối lộ hơn 4,2 tỉ đồng, Phó chủ tịch UBND tỉnh Quảng Nam Trần Văn Tân nhận 5 tỉ đồng và Phạm Trung Kiên, cựu thư ký thứ trưởng Bộ Y tế, Đỗ Xuân Tuyên, nhận nhiều nhất với 42,6 tỉ đồng. Phó giám đốc Công an Hà Nội thiếu tướng Nguyễn Anh Tuấn bị đề nghị truy tố về tội "môi giới hối lộ", bị cáo buộc đã nhận tiền của các cá nhân để "chạy án" với số tiền 2,65 triệu USD chỉ trong khoảng một năm (từ tháng 1 đến tháng 12 năm 2022). Vụ việc được cho là đã gây ảnh hưởng tới niềm tin của người dân đối với chính phủ Việt Nam kể từ sau đại dịch COVID-19, bên cạnh vụ Việt Á.

## Bối cảnh
Từ giữa cuối tháng 3 năm 2020, trong bối cảnh đại dịch COVID-19 lây lan, Việt Nam tạm dừng các chuyến bay thương mại quốc tế. Kể từ đó, người lao động, chuyên gia nước ngoài đến Việt Nam làm việc và người Việt ở nước ngoài muốn về nước phải đi bằng các chuyến bay giải cứu (hay còn được gọi là chuyến bay hồi hương). Khi đại dịch COVID-19 lây lan nhanh chóng trên thế giới, Việt Nam đã tổ chức nhiều chuyến bay để giải cứu công dân mắc kẹt ở nước ngoài. Chuyến bay đón công dân đầu tiên có liên quan đến việc đưa công dân từ vùng dịch về Việt Nam là chuyến bay của hãng hàng không Vietnam Airlines sử dụng chuyên cơ Airbus A321 mang số hiệu HVN68. Máy bay khởi hành lúc 21h55 ngày 9 tháng 2 năm 2020, đưa 30 công dân Việt Nam từ tâm dịch Vũ Hán, Trung Quốc về nước. Từ đó trở đi, một số hãng hàng không khác như Vietjet Air, Bamboo Airways cũng tham gia vào công tác đưa công dân về Việt Nam.
Thủ tướng Chính phủ Nguyễn Xuân Phúc là người yêu cầu tổ chức chuyến bay hồi hương theo tinh thần "không ai bị bỏ lại phía sau". Tổ công tác các chuyến bay giải cứu gồm 5 bộ: Ngoại giao, Công an, Quốc phòng, Y tế, Giao thông vận tải. Bộ Ngoại giao đã yêu cầu các cơ quan đại diện Việt Nam ở nước ngoài quán triệt tinh thần bám trụ để hoàn thành tốt nhiệm vụ, sẵn sàng bảo hộ công dân Việt Nam trong trường hợp cần thiết.

### Chi phí
Đầu tháng 9 năm 2020, website chính thức của hãng Vietnam Airlines cho rằng chi phí cho mỗi chuyến bay giải cứu người Việt Nam về nước có thể lên đến 10 tỉ đồng/chuyến. Các chuyến bay giải cứu thường có chi phí khá đắt đỏ khi phải lắp đặt thêm nhiều thiết bị y tế hỗ trợ bệnh nhân như máy lọc không khí, máy thở, giường bệnh dã chiến,... Để kịp thời gian giải tỏa hành khách và đúng quy định của các nước như Mỹ, Canada, hãng phải thuê luật sư, đối tác tư vấn làm dịch vụ xin cấp phép bay, có chuyến hãng phải chi tới 700 triệu đồng (khoảng 30.000 USD). Một số lý do như mức phí phục vụ mặt đất, nạp nhiên liệu ở mức gấp nhiều lần thông thường, thường xuyên phải khử trùng và chuyến bay chiều đi không có hành khách, chỉ đón khách ở chiều về nên làm tăng giá vé. Lãnh đạo Vietnam Airlines Lê Hồng Hà cho biết các chuyến bay giải cứu của hãng thực hiện xuyên suốt từ tháng 4 đến nay (tháng 9 năm 2020) thể hiện vai trò, nhiệm vụ của hãng, vé bán thu từ chuyến bay "giải cứu" không đáng kể so với chi phí với một chuyến bay khai thác đưa công dân về nước an toàn.

## Phát hiện

### Nghi vấn tình trạng trục lợi giá vé
Ngày 7 tháng 12 năm 2021, trong buổi tọa đàm "Mở cửa du lịch, phục hồi kinh tế", có thông tin cho rằng một gói "combo về nước" có giá lên đến 240 triệu đồng. Trên nhiều diễn đàn, nhiều người Việt ở nước ngoài chia sẻ kinh nghiệm về nước bằng cách "lách" sang Campuchia. Hành khách bay từ châu Âu về Phnôm Penh chỉ với giá 630 euro, đi ô tô mất 100 euro lên cửa khẩu Mộc Bài, đưa hộ chiếu Việt Nam ra là có thể vào Việt Nam và sau đó, cách ly 1 tuần ở Tây Ninh. Có những đề xuất để ngăn chặn tình trạng trục lợi giá vé chuyến bay "giải cứu" này. Các chuyến bay combo do các công ty được cơ quan ngoại giao chỉ định thực hiện. Trường hợp này, các hãng hàng không được công ty tổ chức thuê vận chuyển, chi phí thu với khách bao nhiêu do các công ty này đưa ra, các hãng hàng không không nắm được chi phí.

### Phàn nàn của người Việt ở nước ngoài về giá vé và thủ tục
Người phát ngôn Bộ Ngoại giao Lê Thị Thu Hằng, báo điện tử Quân đội nhân dân, 17 tháng 2 năm 2022
Theo thông tin từ Bộ Ngoại giao cung cấp, đầu tháng 12 năm 2021, kể từ khi dịch COVID-19 bùng phát, các cơ quan chức năng Việt Nam trong và ngoài nước đã tổ chức hơn 800 chuyến bay, đưa gần 200.000 công dân Việt Nam từ hơn 60 quốc gia và vùng lãnh thổ về nước an toàn. Tuy nhiên, có nhiều ý kiến phàn nàn giá vé các chuyến bay nhân đạo đưa công dân về nước cao so với bình thường. Trả lời về việc này, các hãng bay khẳng định không đặt nặng vấn đề lợi nhuận, giá vé cao là do phát sinh nhiều chi phí khác. Tại cuộc họp báo của Bộ Ngoại giao ngày 20 tháng 1 năm 2022, báo chí cũng đặt câu hỏi việc công dân về nước theo các chuyến bay giải cứu phải trả số tiền lớn, thủ tục khó khăn và nghi vấn có trục lợi từ các chuyến bay "giải cứu". Người phát ngôn Bộ Ngoại giao Lê Thị Thu Hằng khẳng định: "Chủ trương đưa công dân Việt Nam ở nước ngoài có nhu cầu và hoàn cảnh khó khăn về nước là chủ trương đúng đắn và nhân đạo của Đảng và Chính phủ Việt Nam. Điều này cần đặt trong bối cảnh trong nước có những thời điểm hết sức khó khăn do diễn biến phức tạp của dịch bệnh".

## Điều tra
Ngày 27 tháng 1 năm 2022, Bộ Ngoại giao đã ra quyết định đình chỉ công tác đối với 4 cán bộ Cục Lãnh sự (gồm: Cục trưởng Nguyễn Thị Hương Lan, Phó Cục trưởng Đỗ Hoàng Tùng, Chánh Văn phòng Cục Lê Tuấn Anh và Phó trưởng Phòng Bảo hộ công dân Lưu Tuấn Dũng) để phục vụ công tác điều tra. Cùng ngày, Cơ quan An ninh điều tra Bộ Công an đã khởi tố, bắt tạm giam 4 cá nhân nêu trên về tội "Nhận hối lộ" để xét duyệt cấp phép cho các công ty thực hiện chuyến bay đưa Công dân Việt Nam từ nước ngoài về nước nhằm trục lợi cá nhân theo quy định tại Điều 354 Bộ luật Hình sự.
Đến tháng 3, bà Nguyễn Diệu Mơ (42 tuổi, Tổng giám đốc Công ty TNHH Thương mại du lịch và Dịch vụ hàng không An Bình) bị khởi tố, bắt tạm giam với cáo buộc Đưa hối lộ.
Ngày 14 tháng 4 năm 2022, Bộ Công an đã ra quyết định khởi tố bị can và thực hiện lệnh bắt tạm giam ông Tô Anh Dũng - thứ trưởng Bộ Ngoại giao, ông Phạm Trung Kiên - chuyên viên Vụ Trang thiết bị và công trình y tế Bộ Y tế nhận hơn 42 tỷ đồng của đại diện các doanh nghiệp, và ông Vũ Anh Tuấn - nguyên cán bộ Cục Quản lý xuất nhập cảnh Bộ Công an để điều tra về hành vi nhận hối lộ (hơn 27 tỷ đồng)., Danh sách tạm giam tính đến thời điểm này:
| STT | Họ và tên            | Chức danh                                                                   | Tội danh                       | Nguồn         |
| --- | -------------------- | --------------------------------------------------------------------------- | ------------------------------ | ------------- |
| 1   | Tô Anh Dũng          | Thứ trưởng Bộ Ngoại giao                                                    | Nhận hối lộ 21,5 tỷ đồng       | [ 8 ]         |
| 2   | Phạm Trung Kiên      | Chuyên viên Vụ Trang thiết bị và công trình y tế Bộ Y tế                    | Nhận hối lộ hơn 42 tỷ đồng     | [ 8 ]         |
| 3   | Vũ Anh Tuấn          | Nguyên cán bộ Cục Quản lý xuất nhập cảnh Bộ Công an                         | Nhận hối lộ 27 tỷ đồng         | [ 8 ]         |
| 4   | Nguyễn Diệu Mơ       | Tổng giám đốc Công ty TNHH Thương mại du lịch và Dịch vụ hàng không An Bình | Đưa hối lộ                     | [ 8 ]         |
| 5   | Nguyễn Thị Hương Lan | Cục trưởng Cục Lãnh sự                                                      | Nhận hối lộ hơn 25 tỷ đồng     | [ 19 ] [ 21 ] |
| 6   | Lê Tuấn Anh          | Chánh Văn phòng Cục Lãnh sự                                                 | Nhận hối lộ hơn 1,7 tỷ đồng    | [ 21 ]        |
| 7   | Đỗ Hoàng Tùng        | Phó Cục trưởng Cục Lãnh sự                                                  | Nhận hối lộ hơn 12 tỷ đồng     | [ 20 ] [ 21 ] |
| 8   | Lưu Tuấn Dũng        | Phó trưởng Phòng Bảo hộ công dân Cục Lãnh sự                                | Nhận hối lộ hơn 527 triệu đồng | [ 21 ]        |

Ngày 6 tháng 5 năm 2022, Giám đốc Nguyễn Thị Tường Vi và Nguyễn Thị Dung Hạnh bị bắt với cáo buộc đưa hối lộ trong vụ án "chuyến bay giải cứu" xảy ra ở Bộ Ngoại giao và các đơn vị liên quan.
| STT | Họ và tên            | Chức danh                                           | Tội danh   | Nguồn  |
| --- | -------------------- | --------------------------------------------------- | ---------- | ------ |
| 9   | Nguyễn Thị Tường Vi  | Giám đốc Công ty TNHH tư vấn và đầu tư ATA Việt Nam | Đưa hối lộ | [ 24 ] |
| 10  | Nguyễn Thị Dung Hạnh | Giám đốc Công ty TNHH G Việt Nam 19                 | Đưa hối lộ | [ 24 ] |

Ngày 25 tháng 7 năm 2022, Cơ quan an ninh điều tra đã khởi tố bị can, bắt tạm giam thêm 6 người.
| STT | Họ và tên        | Chức danh | Tội danh                    | Nguồn  |
| --- | ---------------- | --- | --------------------------- | ------ |
| 11  | Trần Văn Dự      | Cựu phó cục trưởng Cục Quản lý xuất nhập cảnh (Bộ Công an)                                                       | Nhận hối lộ hơn 7,6 tỷ đồng | [ 25 ] |
| 12  | Vũ Sỹ Cường      | Nguyên cán bộ Cục Quản lý xuất nhập cảnh (Bộ Công an)                                                            | Nhận hối lộ hơn 9,3 tỷ đồng | [ 25 ] |
| 13  | Nguyễn Mai Anh   | Chuyên viên Vụ Quan hệ quốc tế (Văn phòng Chính phủ)                                                             | Nhận hối lộ 3 tỷ đồng       | [ 25 ] |
| 14  | Ngô Quang Tuấn   | Chuyên viên Vụ Hợp tác quốc tế (Bộ Giao thông vận tải)                                                           | Nhận hối lộ 1,7 tỷ đồng     | [ 25 ] |
| 15  | Bùi Huy Hoàng    | Cán bộ Cục Y tế dự phòng (Bộ Y tế)                                                                               | Lừa đảo chiếm đoạt tài sản  | [ 25 ] |
| 16  | Nguyễn Tiến Mạnh | Phó giám đốc Công ty cổ phần du lịch thương mại Lữ Hành Việt, giám đốc Công ty vận tải du lịch Hoàng Long Luxury | Đưa hối lộ                  | [ 25 ] |

Ngày 18 tháng 8 năm 2022, Cơ quan An ninh điều tra khởi tố, tạm giam Nguyễn Tiến Thân, Chuyên viên Vụ Quan hệ quốc tế, Văn phòng Chính phủ về tội "Nhận hối lộ" hơn 3,6 tỷ đồng. Ngày 20 tháng 9, Cơ quan an ninh điều tra cũng khởi tố, bắt tạm giam Nguyễn Thanh Hải, Vụ trưởng Vụ Quan hệ quốc tế, Văn phòng Chính phủ, nhận hối lộ của Đại diện Công ty Bluesky, Công ty Lữ Hành Việt, hơn 3,6 tỷ đồng. Ngày 27 tháng 9, ông Nguyễn Quang Linh - trợ lý của Phó thủ tướng Phạm Bình Minh - để điều tra về tội nhận hối lộ của Công ty Lữ Hành Việt và bị can Nguyễn Mai Anh (chuyên viên Vụ QHQT VPCP) với tổng số tiền 180.000 USD và 100 triệu (tương đương hơn 4,2 tỷ đồng) liên quan đến vụ án "chuyến bay giải cứu".
| STT | Họ và tên         | Chức danh                                           | Tội danh                    | Nguồn  |
| --- | ----------------- | --------------------------------------------------- | --------------------------- | ------ |
| 17  | Nguyễn Tiến Thân  | Chuyên viên Vụ Quan hệ quốc tế, Văn phòng Chính phủ | Nhận hối lộ hơn 3,6 tỷ đồng | [ 26 ] |
| 18  | Nguyễn Thanh Hải  | Vụ trưởng Vụ Quan hệ quốc tế, Văn phòng Chính phủ   | Nhận hối lộ 3,6 tỷ đồng     | [ 27 ] |
| 19  | Nguyễn Quang Linh | Trợ lý của phó thủ tướng Phạm Bình Minh             | Nhận hối lộ hơn 4,2 tỷ đồng | [ 5 ]  |

Ngày 4 tháng 10, Cơ quan an ninh điều tra cho biết đã ra quyết định khởi tố, bắt tạm giam Nguyễn Hồng Hà, Nguyễn Lê Ngọc Anh và Hoàng Anh Kiếm.
| STT | Họ và tên          | Chức danh                                      | Tội danh                  | Nguồn  |
| --- | ------------------ | ---------------------------------------------- | ------------------------- | ------ |
| 20  | Nguyễn Hồng Hà     | Tổng lãnh sự quán Việt Nam tại Osaka, Nhật Bản | Nhận hối lộ hơn 2 tỷ đồng | [ 28 ] |
| 21  | Nguyễn Lê Ngọc Anh | Cán bộ Đại sứ quán Việt Nam tại Malaysia       | Nhận hối lộ               | [ 28 ] |
| 22  | Hoàng Anh Kiếm     |                                                | Đưa hối lộ                | [ 28 ] |

Ngày 27 tháng 10, ông Tào Đức Hiệp, 46 tuổi, nguyên Giám đốc Công ty TNHH du lịch dịch vụ công đoàn Đường sắt Việt Nam, bị bắt về tội "Đưa hối lộ" quy định tại Điều 364 Bộ luật Hình sự. Cùng ngày, bà Lê Thị Ngọc Anh, 38 tuổi, hiện là chuyên viên Phòng nhà khách, Vụ Lễ tân, Ban đối ngoại Trung ương Đảng, bị bắt về tội "Lừa đảo chiếm đoạt tài sản" quy định tại Điều 174 Bộ luật Hình sự.
| STT | Họ và tên       | Chức danh                                                                 | Tội danh                   | Nguồn  |
| --- | --------------- | ------------------------------------------------------------------------- | -------------------------- | ------ |
| 23  | Lê Thị Ngọc Anh | Chuyên viên Phòng nhà khách, Vụ Lễ tân, Ban đối ngoại Trung ương Đảng     | Lừa đảo chiếm đoạt tài sản | [ 29 ] |
| 24  | Tào Đức Hiệp    | Nguyên Giám đốc Công ty TNHH du lịch dịch vụ công đoàn Đường sắt Việt Nam | Đưa hối lộ                 | [ 29 ] |

Ngày 28 tháng 10, Ông Trần Hồng Hà, Giám đốc Công ty TNHH Cung ứng Nhân lực và Thương Mại Quốc tế Sao Việt, bị khởi tố và bị bắt tạm giam với cáo buộc đưa hối lộ. Tối 30/10, bà Trần Thị Hoàng Anh, Giám đốc Công ty TNHH Thương mại Dịch vụ & Du lịch Nhi Anh bị Phòng Cảnh sát Kinh tế Công an Thành phố Đà Nẵng bắt giữ, cáo buộc lợi dụng chủ trương tổ chức các chuyến bay 'giải cứu' để lừa đảo, chiếm đoạt nhiều tỷ đồng.
| STT | Họ và tên          | Chức danh                                                              | Tội danh                   | Nguồn  |
| --- | ------------------ | ---------------------------------------------------------------------- | -------------------------- | ------ |
| 25  | Trần Hồng Hà       | Giám đốc Công ty TNHH Cung ứng Nhân lực và Thương Mại Quốc tế Sao Việt | Đưa hối lộ                 | [ 30 ] |
| 26  | Trần Thị Hoàng Anh | Giám đốc Công ty TNHH Thương mại Dịch vụ & Du lịch Nhi Anh             | Lừa đảo chiếm đoạt tài sản | [ 30 ] |

Ngày 4 tháng 12 năm 2022, có thêm 7 cá nhân bị khởi tố, bắt tạm giam vì các tội nhận hối lộ, đưa hối lộ và môi giới hối lộ.
| STT | Họ và tên         | Chức danh                                                        | Tội danh                       | Nguồn  |
| --- | ----------------- | ---------------------------------------------------------------- | ------------------------------ | ------ |
| 27  | Vũ Ngọc Minh      | Cán bộ Đại sứ quán Việt Nam tại Angola                           | Nhận hối lộ 864 triệu đồng     | [ 31 ] |
| 28  | Lý Tiến Hùng      | Cán bộ Đại sứ quán Việt Nam tại Nga                              | Nhận hối lộ hơn 437 triệu đồng | [ 31 ] |
| 29  | Vũ Hồng Quang     | phó trưởng phòng vận tải hàng không, Cục Hàng không Việt Nam     | Nhận hối lộ hơn 1,9 tỷ đồng    | [ 31 ] |
| 30  | Nguyễn Thị Hiền   | Lao động tự do                                                   | Đưa hối lộ                     | [ 31 ] |
| 31  | Đào Minh Dương    | Chủ tịch hội đồng quản trị Công ty cổ phần Vijasun               | Đưa hối lộ                     | [ 31 ] |
| 32  | Nguyễn Thế Dũng   | Giám đốc Công ty TNHH du lịch thương mại Sang Trọng              | Đưa hối lộ                     | [ 31 ] |
| 33  | Phạm Thị Kim Ngân | Cán bộ phòng trị sự, tạp chí Thanh Tra thuộc Thanh tra Chính phủ | Môi giới hối lộ                | [ 31 ] |

Ngày 8 tháng 12 năm 2022, có 2 cá nhân bị bắt vì tội đưa hối lộ và lừa đảo chiếm đoạt tài sản.
| STT | Họ và tên   | Chức danh                                                         | Tội danh                   | Nguồn  |
| --- | ----------- | ----------------------------------------------------------------- | -------------------------- | ------ |
| 34  | Lê Hồng Sơn | Tổng giám đốc Công ty dịch vụ và du lịch Bầu Trời Xanh (Blue Sky) | Đưa hối lộ                 | [ 32 ] |
| 35  | Phạm Bá Sơn | Lao động tự do                                                    | Lừa đảo chiếm đoạt tài sản | [ 32 ] |

Ngày 22 tháng 12 năm 2022, có 3 bị can bị khởi tố, tạm giam, khám xét chỗ ở và nơi làm việc. 
| STT | Họ và tên      | Chức danh                                                                          | Tội danh                                 | Nguồn  |
| --- | -------------- | ---------------------------------------------------------------------------------- | ---------------------------------------- | ------ |
| 36  | Vũ Hồng Nam    | Nguyên Thứ trưởng Bộ Ngoại Giao - Đại sứ Đặc mệnh Toàn quyền Việt Nam tại Nhật Bản | Nhận hối lộ 60.000 USD và 450 triệu đồng | [ 33 ] |
| 37  | Chử Xuân Dũng  | Thành ủy viên, Phó Chủ tịch Ủy ban Nhân dân Thành phố Hà Nội                       | Nhận hối lộ hơn 2 tỷ đồng                | [ 33 ] |
| 38  | Phạm Bích Hằng | Giám đốc Công ty Cổ phần Vina Mi Chi                                               | Đưa hối lộ                               | [ 33 ] |

Ngày 31/12, Bộ Công an cho biết ông Trần Văn Tân, 43 tuổi, Phó chủ tịch tỉnh Quảng Nam, bị khởi tố, tạm giam do nhận hối lộ 6 tỷ đồng trong vụ án "chuyến bay giải cứu". Trong hai năm 2021 - 2022, ông Trần Văn Tân đã ký công văn cho các công ty tổ chức đón công dân Việt Nam và người nước ngoài đến cách ly tại cơ sở lưu trú có thu phí tại Quảng Nam. Thống kê của Sở Y tế tỉnh Quảng Nam, trong khoảng 2 năm dịch COVID-19 diễn biến phức tạp, tỉnh đã phối hợp các cơ quan, đơn vị liên quan đón khoảng 40.000 người trên các "chuyến bay giải cứu" về cách ly, trong đó có khoảng 30.000 người về cách ly tại các khách sạn, resort có thu phí.
| STT | Họ và tên    | Chức danh                   | Tội danh              | Nguồn  |
| --- | ------------ | --------------------------- | --------------------- | ------ |
| 39  | Trần Văn Tân | Phó chủ tịch tỉnh Quảng Nam | Nhận hối lộ 6 tỷ đồng | [ 34 ] |

Ngày 5 tháng 1 năm 2023, Cơ quan An ninh điều tra Bộ Công an ra quyết định khởi tố, bắt tạm giam ông Trần Việt Thái, cựu Đại sứ Việt Nam tại Malaysia với cáo buộc "lợi dụng chức vụ, quyền hạn trong khi thi hành công vụ". Ngoài ra, cơ quan An ninh cũng khởi tố, lệnh cấm đi khỏi nơi cư trú, lệnh khám xét với ông Nguyễn Hoàng Linh, cựu cán bộ Đại sứ quán Việt Nam tại Malaysia cùng tội danh.
| STT | Họ và tên         | Chức danh                                    | Tội danh                                               | Nguồn  |
| --- | ----------------- | -------------------------------------------- | ------------------------------------------------------ | ------ |
| 40  | Trần Việt Thái    | Đại sứ Việt Nam tại Malaysia                 | Lợi dụng chức vụ, quyền hạn trong khi thi hành công vụ | [ 35 ] |
| 41  | Nguyễn Hoàng Linh | Cán bộ tại Đại sứ quán Việt Nam tại Malaysia | Lợi dụng chức vụ, quyền hạn trong khi thi hành công vụ | [ 35 ] |

Ngày 15-3-2023, cơ quan điều tra khởi tố thêm một nguyên cán bộ Đại sứ quán Việt Nam tại Malaysia và tám người khác, trong đó có bảy giám đốc công ty.

| STT | Họ và tên             | Chức danh                                                              | Tội danh                                               | Nguồn |
| --- | --------------------- | ---------------------------------------------------------------------- | ------------------------------------------------------ | ----- |
| 42  | Đặng Minh Phương      | Cán bộ Đại sứ quán Việt Nam tại Malaysia                               | Lợi dụng chức vụ, quyền hạn trong khi thi hành công vụ | [ 6 ] |
| 43  | Vũ Minh Thắng         | Giám đốc Công ty TNHH đầu tư và thương mại Thuận An                    | Đưa hối lộ                                             | [ 6 ] |
| 44  | Lê Văn Nghĩa          | Giám đốc Công ty cổ phần du lịch và dịch vụ ăn uống Nhật Minh          | Đưa hối lộ                                             | [ 6 ] |
| 45  | Nguyễn Thị Thanh Hằng | Phó giám đốc Công ty TNHH thương mại, dịch vụ và du lịch Bầu Trời Xanh | Đưa hối lộ                                             | [ 6 ] |
| 46  | Võ Thị Hồng           | Giám đốc Công ty TNHH TMDV hàng không Minh Ngọc                        | Đưa hối lộ                                             | [ 6 ] |
| 47  | Phan Thị Mai          | Giám đốc Công ty cổ phần quốc tế Sao Hà Nội                            | Đưa hối lộ                                             | [ 6 ] |
| 48  | Trần Thị Mai Xa       | Giám đốc Công ty cổ phần giáo dục và du lịch Masterlife                | Đưa hối lộ                                             | [ 6 ] |
| 49  | Vũ Thùy Dương         | Giám đốc Công ty cổ phần du lịch và thương mại Lữ Hành Việt            | Đưa hối lộ                                             | [ 6 ] |
| 50  | Trần Thị Hà Liên      | Lao động tự do                                                         | Môi giới hối lộ                                        | [ 6 ] |

Truyền thông Việt Nam đưa tin ngày 4/4/2023, Bộ Công an Việt Nam đã hoàn tất kết luận điều tra và  đề nghị truy tố 54 bị can. Trong số các bị can mới nêu tên, có thiếu tướng Nguyễn Anh Tuấn, cựu phó giám đốc Công an TP Hà Nội, bị đề nghị truy tố về tội "môi giới hối lộ", đã nhận tiền của các cá nhân để giúp 2 lãnh đạo doanh nghiệp "chạy án" với số tiền 2,65 triệu USD. Tại cơ quan điều tra, bị can Nguyễn Anh Tuấn khai đã chuyển hơn 2,2 triệu USD cho Hoàng Văn Hưng, khi đó là Trưởng phòng Điều tra Cục An ninh điều tra Bộ Công an, để lo cho Nguyễn Thị Thanh Hằng, Tổng giám đốc,  và Lê Hồng Sơn, Phó tổng giám đốc Công ty Bầu Trời Xanh (Blue Sky) không bị xử lý hình sự. Căn cứ vào kết quả điều tra, Cơ quan An ninh điều tra Bộ Công an xác định chỉ đủ căn cứ kết luận Hoàng Văn Hưng đã nhận 800 ngàn USD từ Nguyễn Anh Tuấn. Do đó, Nguyễn Anh Tuấn phải chịu trách nhiệm đối với hơn 1,8 triệu USD.
| STT | Họ và tên       | Chức danh                                             | Tội danh                       | Nguồn  |
| --- | --------------- | ----------------------------------------------------- | ------------------------------ | ------ |
| 51  | Nguyễn Anh Tuấn | Phó giám đốc Công an TP Hà Nội                        | "Môi giới hối lộ" để "chạy án" | [ 36 ] |
| 52  | Hoàng Văn Hưng  | Trưởng phòng Điều tra Cục An ninh điều tra Bộ Công an | Nhận hối lộ 800.000 USD        | [ 36 ] |

### Trách nhiệm của Bộ Giao thông Vận tải
Cơ quan điều tra Bộ Công an có văn bản đề nghị Bộ Giao thông Vận tải (GTVT) cung cấp danh sách chi tiết chuyến bay "giải cứu" công dân về nước để phục vụ điều tra vụ án nhận hối lộ xảy ra tại Cục Lãnh sự, Bộ Ngoại giao.
Bộ GTVT khẳng định không được giao trách nhiệm phê duyệt danh sách công dân, cấp phép cho doanh nghiệp tổ chức chuyến bay "combo", "giải cứu"... Tuy nhiên Bộ GTVT có vai trò là cơ quan phối hợp chịu trách nhiệm chỉ đạo Cục Hàng không Việt Nam cấp phép bay theo kế hoạch được Cục Lãnh sự Bộ Ngoại giao phê duyệt.

### Trách nhiệm của Bộ Ngoại giao
Thông cáo của cơ quan kiểm tra kỷ luật của Đảng Cộng sản Việt Nam ngày 21 tháng 12 năm 2022 nêu ra các vi phạm của Bộ Ngoại giao Việt Nam: "Ban cán sự đảng Bộ Ngoại giao đã vi phạm nguyên tắc tập trung dân chủ, quy chế làm việc; thiếu trách nhiệm, buông lỏng lãnh đạo, chỉ đạo để Bộ Ngoại giao và nhiều tổ chức, cán bộ, đảng viên vi phạm quy định của Đảng, pháp luật của Nhà nước trong tham mưu, tổ chức thực hiện các chuyến bay giải cứu, đưa công dân về nước trong đại dịch COVID-19." Đảng Cộng Sản thi hành kỷ luật với các mức khác nhau: cảnh cáo đến cách chức tất cả các chức vụ trong Đảng và khiển trách.
Ông Tô Anh Dũng với cương vị thứ trưởng, phụ trách Cục Lãnh sự, có nhiệm vụ chỉ đạo, phê duyệt kế hoạch tổ chức thực hiện "chuyến bay giải cứu" đưa công dân về nước khi xảy ra Covid-19. Ông trực tiếp tham mưu, đề xuất lãnh đạo Chính phủ xét duyệt, cấp phép chuyến bay trên ý kiến thống nhất của Tổ công tác 5 Bộ (Ngoại giao, Y tế, Công an, Giao thông vận tải, Quốc phòng). Ông bị cáo buộc từ tháng 12/2020 đến tháng 1/2022 37 lần nhận hối lộ của 13 doanh nghiệp, tổng cộng 21,5 tỷ đồng để hỗ trợ họ, chỉ đạo cấp dưới tại Cục Lãnh sự làm thủ tục giúp cấp phép chuyến bay, tổ chức chuyến bay combo.

#### Kỷ luật
Ủy ban Kiểm tra Trung ương đề nghị Bộ Chính trị xem xét, thi hành kỷ luật Ban cán sự đảng Bộ Ngoại giao các nhiệm kỳ 2016 - 2021, 2021 - 2026; ông Bùi Thanh Sơn - ủy viên Trung ương Đảng, bộ trưởng Ngoại giao và ông Vũ Hồng Nam - nguyên đại sứ Việt Nam tại Nhật Bản.
Ngoài ra, Ủy ban Kiểm tra Trung ương quyết định thi hành kỷ luật:
- Khiển trách Ban thường vụ Đảng ủy Bộ Ngoại giao.
- Cảnh cáo Đảng ủy Cục Lãnh sự, Bộ Ngoại giao.
- Khai trừ ra khỏi Đảng ông Nguyễn Hồng Hà - tổng lãnh sự Việt Nam tại Osaka, Nhật Bản; ông Lý Tiến Hùng - nguyên cán bộ Đại sứ quán Việt Nam tại Nga; bà Nguyễn Lê Ngọc Anh - cán bộ Đại sứ quán Việt Nam tại Malaysia; ông Vũ Ngọc Minh - nguyên cán bộ Đại sứ quán Việt Nam tại Angola.
- Cách chức tất cả các chức vụ trong Đảng nhiệm kỳ 2020 - 2025 đối với ông Trần Việt Thái - đại sứ Việt Nam tại Malaysia.
- Cảnh cáo ông Nguyễn Hoàng Linh - nhân viên Đại sứ quán Việt Nam tại Malaysia.
- Khiển trách ông Phạm Sanh Châu - nguyên đại sứ Việt Nam tại Ấn Độ; ông Vũ Bình - tổng lãnh sự Việt Nam tại Fukuoka, Nhật Bản; bà Phạm Như Ý - cán bộ Đại sứ quán Việt Nam tại Ấn Độ.[41]
- Ngày 27/12, ông Bùi Thanh Sơn bị Bộ Chính trị "phê bình nghiêm khắc", ông Vũ Hồng Nam bị khai trừ ra khỏi Đảng.[42]
- Ngày 12 tháng 1 năm 2023, Ủy ban Kiểm tra Trung ương Đảng Cộng sản Việt Nam quyết định kỷ luật bằng hình thức khai trừ ra khỏi Đảng đối với thiếu tướng Nguyễn Anh Tuấn, nguyên Phó giám đốc Công an thành phố Hà Nội do có vi phạm liên quan đến công tác phòng, chống dịch bệnh Covid-19 và tiếp nhận công dân Việt Nam về nước.[43]
- Ngày 13/1/2023, Ban Bí thư Bộ Chính trị quyết định kỷ luật cảnh cáo đối với ông Mai Tiến Dũng với cương vị Bộ trưởng, Chủ nhiệm Văn phòng Chính phủ đã thiếu trách nhiệm trong thực hiện nhiệm vụ tổ chức các chuyến bay đưa công dân về nước trong đại dịch Covid-19, để một số cán bộ Văn phòng Chính phủ tham mưu, đề xuất không đúng kết luận của Thủ tướng, nhận hối lộ, bị khởi tố, bắt tạm giam. Ông Chử Xuân Dũng bị khai trừ ra khỏi Đảng do suy thoái về tư tưởng chính trị, đạo đức, lối sống; nhận hối lộ; vi phạm nguyên tắc tập trung dân chủ, quy định của Đảng, pháp luật của Nhà nước, gây thất thoát ngân sách nhà nước.[44]

### Sai phạm tại Bộ Quốc phòng
Ngày 7-4-2023, Cơ quan An ninh điều tra Bộ Công an đã quyết định tách hành vi và tài liệu liên quan có dấu hiệu nhận hối lộ xảy ra tại Bộ Quốc phòng sang Cơ quan điều tra hình sự Bộ Quốc phòng để điều tra, xử lý theo thẩm quyền.

### Nhận xét
Tại cuộc họp báo thường kỳ Chính phủ tháng 4 năm 2022, Trung tướng Tô Ân Xô, Người phát ngôn Bộ Công an cho biết, hoạt động của các đối tượng trong vụ án này rất tinh vi, số người tham gia đông, phạm vi rộng, cả trong nước và ngoài nước gồm một số cơ quan, ban, ngành trung ương, địa phương, xảy ra trong thời gian dài.
Theo báo BBC ngày ngày 25 tháng 7 năm 2022, Tiến sỹ Hà Hoàng Hợp cho rằng, "Đây chỉ mới điều tra những người đang ở Việt Nam, còn số cán bộ, nhà ngoại giao Việt Nam đang ở nước ngoài mà dính dáng vụ này thì chưa bị sờ đến. Vụ việc xảy ra ở hàng chục nước vậy các nhân viên của đại sứ quán cũng khó tránh việc liên quan," 

## Phiên tòa
Phiên tòa kéo dài 30 ngày, bắt đầu từ 11 tháng 7 năm 2023, xét xử hơn 54 bị cáo. Nạn nhân, những người dân phải mua vé quá đắt, không được đề cập tới và vấn đề đền bù họ không được nêu ra.

### Tội phạm các bị cáo và đề nghị án tù của Viện kiểm sát

#### Cựu thư ký Thứ trưởng Bộ Y tế
Bị cáo Phạm Trung Kiên, cựu thư ký Thứ trưởng Y tế Đỗ Xuân Tuyên, nhận nhiều tiền hối lộ nhiều nhất trong vụ án (253 lần, tổng cộng 42,6 tỷ đồng). Trong số này, ông Kiên nhận 198 lần chuyển khoản, 30 lần qua số tài khoản của mẹ vợ và con trai, bị VKS đề nghị án tử hình vì vì nhận hối lộ "trắng trợn nhất", nhiều nhất. Theo bản luận tội, Kiên gây khó khăn cho các đại diện tham gia chuyến bay combo và chuyến bay giải cứu để các doanh nghiệp phải đưa tiền theo yêu cầu là 150 triệu một chuyến bay.

##### Xem xét hành vi Thứ trưởng Y tế Đỗ Xuân Tuyên
Thứ trưởng Đỗ Xuân Tuyên là người được Bộ Y tế phân công xem xét, "phê duyệt hoặc không phê duyệt các chuyến bay giải cứu theo đề xuất của Bộ Ngoại giao". Ngày 17-7, viện kiểm sát cho rằng cần kiến nghị, điều tra làm rõ hành vi của Thứ trưởng Bộ Y tế Đỗ Xuân Tuyên để xử lý trong giai đoạn hai của vụ án.

#### Cựu cục trưởng Lãnh sự Nguyễn Thị Hương Lan
Bà Lan cùng các bị cáo thuộc Cục Lãnh sự bị cho là tạo thành nhóm lợi ích, gây khó khăn nhũng nhiễu, không minh bạch, buộc doanh nghiệp chi tiền để được giải quyết thủ tục. Với doanh nghiệp chưa thỏa thuận đưa hối lộ, họ sẽ gây khó dễ dưới nhiều hình thức. Bà Lan tuyên bố tại tòa, luôn coi công dân bị mắc kẹt ở nước ngoài như người thân, bị xác định nhận hối lộ 32 lần, tổng cộng 25 tỷ đồng, nhiều thứ ba trong 21 cựu quan chức bộ ngành địa phương bị xét xử cùng tội danh. Bà bị VKS đề nghị 18-19 năm tù về tội Nhận hối lộ, mới nộp lại 1,2 tỷ đồng trong con số 25 tỷ đồng nhận hối lộ. Các tài sản của bị cáo Hương Lan đang bị kê biên gồm: một căn chung cư tại Giảng Võ, quận Ba Đình, trị giá khoảng 15 tỷ đồng; một căn chung cư tại Golden Palace trị giá 4,4 tỷ đồng, một ôtô 3 tỷ, cổ phiếu trái phiếu 5 tỷ, tiền trong tài khoản ngân hàng 200 triệu đồng và tiền mặt bị cơ quan điều tra thu giữ 1,126 tỷ. Tổng giá trị tài sản bị kê biên thu giữ khoảng 29 tỷ.

#### Cựu thứ trưởng Bộ Ngoại giao Tô Anh Dũng
Ông Tô Anh Dũng bị VKS đề nghị 12-13 năm tù, cáo buộc 37 lần nhận tiền với tổng cộng 21,5 tỷ đồng từ 13 doanh nghiệp đưa hối lộ, khai nhận tiền do nể nang nên phạm tội", vì nhận thức đơn giản nên "không phân được ranh giới giữa nhận tiền cảm ơn và nhận hối lộ". Ông cũng "thành khẩn xin lỗi" Đảng, nhân dân, xin HĐXX giảm nhẹ, khoan hồng cho các bị cáo đồng nghiệp ở Bộ Ngoại giao, tổng 8 người (trong đó 4 cựu cán bộ Cục Lãnh sự, 2 cựu đại sứ và 2 cựu cán bộ đại sứ quán). Gia đình ông đã nộp lại toàn bộ số tiền hối lộ.

#### Trần Văn Tân, cựu phó chủ tịch UBND tỉnh Quảng Nam
Trong quá trình duyệt, ký chấp thuận cho một số công ty đưa công dân về cách ly tại địa bàn tỉnh Quảng Nam, cựu phó Chủ tịch UBND tỉnh Quảng Nam Trần Văn Tân đã 9 lần nhận hối lộ, tổng cộng 5 tỉ đồng. Bị cáo và gia đình đã nộp 4 tỉ đồng. VKSND đã đề nghị tuyên phạt bị cáo này 8-9 năm tù về tội Nhận hối lộ. Bị cáo Tân mong Tòa thực hiện chủ trương nhân đạo, nhân văn "xem xét tình tiết ăn năn, thành khẩn khai báo ngay từ đầu, tích cực khắc phục của bị cáo".

#### Cựu phó chủ tịch Hà Nội Chử Xuân Dũng
Ông Chử Xuân Dũng được phân làm Trưởng ban chỉ đạo công tác phòng chống dịch của Hà Nội, có trách nhiệm, quyền hạn duyệt, ký chủ trương cách ly trên địa bàn Thủ đô. Theo cáo buộc, ông được các công ty lữ hành nhờ cấp công văn với mức "lại quả" 1-2 triệu đồng/khách. Từ tháng 4 đến 12/2021, ông Dũng đã ký 66 văn bản đồng ý cho 16 công ty được đưa người từ nước ngoài về cách ly, 4 lần nhận tiền của bị cáo Lê Thị Ngọc Anh (cán bộ Vụ Lễ tân Ban đối ngoại Trung ương), 3 lần nhận tiền của Trần Minh Tuấn (Giám đốc Công ty Thái Hòa), tổng cộng 2 tỷ đồng. Ngọc Anh được xác định là người móc nối, đưa tiền hối lộ của 3 công ty tới ông Dũng. Ông Dũng, bị VKS đề nghị 4-5 năm về tội Nhận hối lộ, khai đã không thể nhớ "nhận bao nhiêu tiền, nhận như thế nào".

#### Cựu phó giám đốc Công an Hà Nội Nguyễn Anh Tuấn
Ông Nguyễn Anh Tuấn bị cáo buộc môi giới hối lộ hơn 2,6 triệu USD qua 13 lần từ Lê Hồng Sơn Tổng giám đốc và Nguyễn Thị Thanh Hằng, Phó tổng giám đốc Công ty Bầu Trời Xanh để chaỵ án, và đưa 2,25 triệu USD cho Hoàng Văn Hưng, Trưởng phòng điều tra của Cục An ninh điều tra, Bộ Công an, còn giữ lại 400.000 USD. Ông Tuấn bị đề nghị 6-7 năm về tội Môi giới hối lộ, khai "Chỉ vì xuất phát từ việc thương người quá nên mới môi giới hối lộ. Tôi mong HĐXX xem xét để cho hưởng khoan hồng". Cơ quan ANĐT xác định chỉ đủ căn cứ kết luận Hưng đã nhận 800.000 USD từ Tuấn. Do đó, Tuấn phải chịu trách nhiệm đối với số tiền hơn 1,8 triệu USD.

#### Cựu trưởng phòng Điều tra Cục An ninh điều tra Bộ Công an Hoàng Văn Hưng
Ông Hưng bị viện kiểm sát đề nghị tuyên phạt 19-20 năm tù về tội lừa đảo chiếm đoạt tài sản, liên quan đến phi vụ "chạy án" lên tới 2,65 triệu USD (hơn 61 tỉ đồng), cho biết chỉ gặp Hằng tại nhà Hưng đúng 4 lần và hoàn toàn không trao đổi, đề cập nội dung vụ án, càng không đề cập đến chuyện "chạy án, hay lo lót cho ai".

#### Cựu Đại sứ Việt Nam tại Nhật Bản
Ông Vũ Hồng Nam được xác định nhận hối lộ hai lần với tổng số tiền 1,8 tỷ đồng của Công ty Nhật Minh, qua đó giúp công ty này tổ chức thành công 6 chuyến bay đưa công dân về nước cách ly. Bị cáo khai, "Ngay từ khi về nước, tôi đã nhận sai và đã trình bày với cơ quan điều tra. Đến giờ, tôi vẫn nhận thức rất rõ, làm việc công chức mà nhận tiền là sai về góc độ pháp luật, sai cả về đạo đức lẫn công vụ." 

#### Đại sứ đặc mệnh toàn quyền tại Malaysia Trần Việt Thái
Đại sứ quán Việt Nam tại Malaysia đã tổ chức 21 chuyến bay đưa công dân về nước, trong đó có 8 chuyến bay đưa 1.891 người đã chấp hành xong án phạt tù về nước. Ông Trần Việt Thái khai mình và cấp dưới thu 44,6 tỉ đồng. Tuy nhiên các chi phí để tổ chức cho người mãn hạn tù về nước chỉ mất 33 tỉ. 5 tỉ được chia ra theo tỉ lệ chức vụ của các cán bộ. Ông Thái bị đề nghi 9-10 năm tù.

#### Cục Quản lý xuất nhập cảnh (A08) Bộ Công an
Các bị cáo gồm Trần Văn Dự - cựu phó cục trưởng; Vũ Anh Tuấn - cựu phó trưởng phòng tham mưu và Vũ Sỹ Cường - cựu cán bộ phòng tham mưu, cùng bị xét xử về tội "nhận hối lộ". ông Dự bị cáo buộc nhận 7,6 tỉ đồng bị đề nghi 9-10 năm tù, ông Tuấn nhận 49 lần với tổng tiền hơn 27 tỉ đồng bị đề nghị 19-20 năm tù, còn ông Cường bị cáo buộc nhận hơn 9 tỉ đồng.Ông Dự phân trần 37 năm trong lực lượng công an, những năm trong ngành của ông "rất trong sạch", nhưng 6 tháng cuối cùng trước khi nghỉ hưu thì "vấy bẩn", cho là "Tôi xác định dù đây là tiền mình vô tình nhận hối lộ nhưng cũng là tôi "số đen", không may thì trả lại cho Nhà nước cũng được, không sao cả".

#### Những người đưa hối lộ

##### Giám đốc Công ty Masterlife
Trần Thị Mai Xa, 35 tuổi, Giám đốc Công ty Masterlife, chi hơn 8 tỷ đồng cho 8 quan chức bộ ngành, trong đó bị cáo Vũ Anh Tuấn và Vũ Sỹ Cường, hai cựu cán bộ Cục Xuất Nhập cảnh, nhận khoảng 2,6 tỷ đồng; cựu Thứ trưởng Ngoại giao Tô Anh Dũng nhận 30.000 USD; cựu cục trưởng Lãnh sự Nguyễn Thị Hương Lan nhận 55.000 USD để Masterlife được bay 18 chuyến. Bà Xa cho biết các cán bộ nhận hối lộ đã ép bà và nhiều doanh nghiệp đưa tiền "theo thông lệ" thì mới cấp phép chuyến bay.

##### Tổng giám đốc Công ty Blue Sky
Ông Lê Hồng Sơn nói bản thân chỉ là "nạn nhân" của cơ chế xin cho. Ông Sơn bị đề nghị 11-12 năm tù, cao nhất trong nhóm này. Blue Sky cũng được xác định đưa hối lộ 38,5 tỷ đồng (nhiều nhất trong 19 doanh nghiệp), cũng là công ty tổ chức nhiều chuyến bay nhất (109 trong tổng 372 chuyến được cấp phép).

##### Phó tổng giám đốc Công ty Blue Sky
Bị cáo Nguyễn Thị Thanh Hằng, nhận mức án đề nghị cao thứ hai, 10-11 năm tù. Nhắc đến gần 30.000 công dân được công ty hồi hương trên 109 chuyến bay, bà Hằng cũng cho rằng "càng đưa nhiều dân về nước, tội càng nặng" vì phải đưa hối lộ tương ứng.

##### Giám đốc và Tổng giám đốc Công ty Lữ Hành Việt
Công ty của Vợ chồng Nguyễn Tiến Mạnh, Vũ Thùy Dương đứng thứ ba trong số doanh nghiệp đưa hối lộ nhiều nhất - 27 tỷ đồng. Họ cho mình là "nạn nhân không lối thoát của vấn nạn xin cho" của các bộ ngành.

### Vấn đề bồi thường cho 200.000 hành khách
Theo các luật sư, để được bồi thường vì đã phải mua vé quá đắt, người dân cần phải khởi kiện thông qua một vụ án dân sự độc lập khác. Luật sư Lê Quốc Quân đề nghị các nạn nhân tiến hành một vụ kiện tập thể, chống lại chính phủ nước Cộng hoà Xã hội Chủ nghĩa Việt Nam, vì đã để 54 bị cáo "sử dụng quyền lực", "nhân danh quyền lực nhà nước" để thực hiện các hành vi gian dối, lừa gạt, ép buộc để chiếm đoạt tài sản của "đồng bào" trong đại dịch.

### Bản án sơ thẩm
Theo tuyên án hôm 28/7/2023 sau ba tuần xét xử phiên tòa chuyến bay giải cứu, 4 bị cáo chủ chốt bị tù chung thân. Ba trong số bốn bị cáo bị án chung thân là những quan chức ăn hối lộ nhiều nhất để cấp phép chuyến bay giải cứu, bao gồm Phạm Trung Kiên (42 tỷ); Nguyễn Thị Hương Lan (25 tỷ) và Vũ Anh Tuấn (24 tỷ).
Riêng bị cáo Hoàng Văn Hưng cũng bị kết án chung thân nhưng về tội 'Lừa đảo chiếm đoạt tài sản' do liên quan đến chạy án. Thứ trưởng Ngoại giao Tô Anh Dũng (nhận hối lộ 21,5 tỷ), quan chức cấp cao nhất bị tuyên án 16 năm tù. Các bị cáo còn lại trong nhóm 'Nhận hối lộ': Đỗ Hoàng Tùng lãnh 12 năm tù; Nguyễn Quang Linh, và Trần Văn Dự đều bị tuyên 7 năm tù, Trần Văn Tân và Nguyễn Thanh Hải cùng chịu mức 6 năm và Chử Xuân Dũng bị kêu án 3 năm.
Về tội 'Môi giới hối lộ', ông Nguyễn Anh Tuấn bị tuyên phạt 5 năm tù.
Về tội 'Đưa hối lộ' mức án cao nhất dành cho bà Nguyễn Thị Thanh Hằng (11 năm tù) và ông Lê Hồng Sơn (10 năm tù), cả hai cùng hối lộ 100 tỷ. Bà Hoàng Diệu Mơ (hối lộ 34,6 tỷ) và ông Nguyễn Tiến Mạnh (27,8 tỷ) cùng lãnh 7 năm tù.

### Nhận xét
David Hutt, chuyên viết trong mục 'Đông Nam Á' của The Diplomat, bình luận rằng vụ việc cho thấy chiến dịch 'đốt lò' của Tổng Bí thư Nguyễn Phú Trọng dường như chưa đủ sức răn đe, ngăn chặn nạn tham nhũng. "Nó cho thấy sau bốn năm thực hiện chiến dịch 'đốt lò" chống tham nhũng, các quan chức cao cấp vẫn nghĩ rằng họ có thể an ổn khi tham nhũng một cách trắng trợn như thế".